# Saskatchewan Highway 201
De Saskatchewan Highway 201 is een weg in de Canadese provincie Saskatchewan. De weg loopt van Broadview naar de Highway 247 en is 19 kilometer lang. Bij Broadview sluit de weg aan op de Highway 1, een onderdeel van de Trans-Canada Highway. 
1 
· 2 
· 3 
· 4 
· 5 
· 6 
· 7 
· 8 
· 9 
· 10 
· 11 
· 12 
· 13 
· 14 
· 15 
· 16 
· 16A 
· 16B 
· 17 
· 18 
· 19 
· 20 
· 21 
· 22 
· 23 
· 24 
· 25 
· 26 
· 27 
· 28 
· 29 
· 30 
· 31 
· 32 
· 33 
· 34 
· 35 
· 36 
· 37 
· 38 
· 39 
· 40 
· 41 
· 41A 
· 42 
· 43 
· 44 
· 45 
· 46 
· 47 
· 48 
· 49 
· 51 
· 52 
· 54 
· 55 
· 56 
· 57 
· 58 
· 60 
· 80 
· 99 
· 102 
· 106 
· 120 
· 123 
· 135 
· 155 
· 165 
· 167
201 
· 202 
· 209 
· 210 
· 211 
· 212 
· 219 
· 220 
· 221 
· 224 
· 225 
· 229 
· 240 
· 247 
· 255 
· 263 
· 264 
· 265 
· 271 
· 301 
· 302 
· 303 
· 304 
· 305 
· 306 
· 307 
· 308 
· 309 
· 310 
· 312 
· 316 
· 317 
· 318 
· 320 
· 321 
· 322 
· 324 
· 332 
· 334 
· 335 
· 339 
· 340 
· 342 
· 343 
· 349 
· 350 
· 354 
· 355 
· 357 
· 358 
· 361 
· 362 
· 363 
· 364 
· 365 
· 367 
· 368 
· 369 
· 371 
· 373 
· 374 
· 375 
· 376 
· 377 
· 378 
· 379 
· 381 
· 394 
· 396 
· 397
600 
· 601 
· 603 
· 604 
· 605 
· 606 
· 610 
· 611 
· 612 
· 614 
· 615 
· 616 
· 617 
· 619 
· 620 
· 621 
· 623 
· 624 
· 627 
· 628 
· 630 
· 631 
· 633 
· 635 
· 637 
· 638 
· 639 
· 640 
· 641 
· 642 
· 643 
· 644 
· 645 
· 646 
· 647 
· 649 
· 650 
· 651 
· 653 
· 654 
· 655 
· 656 
· 657 
· 658 
· 659 
· 660 
· 661 
· 662 
· 663 
· 664 
· 665 
· 667 
· 668 
· 669 
· 670 
· 671 
· 672 
· 673 
· 674 
· 675 
· 676 
· 677 
· 678 
· 679 
· 680 
· 681 
· 682 
· 683 
· 684 
· 685 
· 686 
· 687 
· 689 
· 690 
· 691 
· 692 
· 693 
· 694 
· 695 
· 696 
· 697 
· 698 
· 699 
· 702 
· 703 
· 704 
· 705 
· 707 
· 709 
· 711 
· 715 
· 716 
· 717 
· 718 
· 720 
· 721 
· 722 
· 724 
· 725 
· 726 
· 727 
· 728 
· 730 
· 731 
· 732 
· 733 
· 734 
· 735 
· 737 
· 738 
· 741 
· 743 
· 745 
· 747 
· 749 
· 751 
· 752 
· 753 
· 754 
· 755 
· 756 
· 758 
· 761 
· 762 
· 763 
· 764 
· 766 
· 767 
· 768 
· 771 
· 772 
· 773 
· 776 
· 777 
· 778 
· 780 
· 781 
· 782 
· 783 
· 784 
· 785 
· 786 
· 787 
· 788 
· 789 
· 790 
· 791 
· 792 
· 793 
· 794 
· 795 
· 796 
· 797 
· 798 
· 799 
· 903 
· 904 
· 905 
· 908 
· 909 
· 910 
· 911 
· 912 
· 913 
· 914 
· 915 
· 916 
· 917 
· 918 
· 919 
· 920 
· 921 
· 922 
· 923 
· 924 
· 925 
· 926 
· 927 
· 928 
· 929 
· 930 
· 931 
· 932 
· 933 
· 934 
· 935 
· 936 
· 937 
· 938 
· 939 
· 940 
· 941 
· 942 
· 943 
· 945 
· 946 
· 950 
· 951 
· 952 
· 953 
· 954 
· 955 
· 956 
· 962 
· 963 
· 964 
· 965 
· 966 
· 967 
· 968 
· 969 
· 970 
· 980 
· 981 
· 982 
· 983 
· 984 
· 994 
· 995 
· 999